# مواد با حافظه مغناطیسی برای رایانه‌های نورومورفیک
مواد با حافظه مغناطیسی برای رایانه‌های نورومورفیک
مواد با حافظه مغناطیسی به دسته‌ای از مواد پیشرفته گفته می‌شود که قابلیت ذخیره‌سازی اطلاعات در مقیاس نانو و عملکرد سریع را از طریق خواص مغناطیسی ارائه می‌دهند. این مواد، به‌ویژه در زمینه‌ی توسعه‌ی رایانه‌های نورومورفیک، اهمیت بسیاری پیدا کرده‌اند. رایانه‌های نورومورفیک با الهام از ساختار و عملکرد مغز انسان طراحی شده‌اند و هدف آن‌ها ارائه‌ی سیستم‌هایی با کارایی بالا و مصرف انرژی کم برای کاربردهای پیچیده مانند یادگیری عمیق، هوش مصنوعی، و پردازش داده‌های حجیم است.
ویژگی‌ها و اهمیت مواد با حافظه مغناطیسی
مواد با حافظه مغناطیسی مانند اسکایرمین‌ها (skyrmions)، مواد مغناطیسی دوبُعدی، و چندلایه‌های مغناطیسی، به دلیل ویژگی‌های منحصر به فردشان در ذخیره‌سازی و پردازش داده‌ها، توجه بسیاری از محققان را به خود جلب کرده‌اند. این مواد ویژگی‌های زیر را دارند:
تراکم بالای ذخیره‌سازی: امکان ذخیره‌سازی داده‌ها در مقیاس نانومتری.
پایداری مغناطیسی: مقاومت بالا در برابر اختلالات حرارتی و مغناطیسی.
مصرف انرژی کم: کاهش قابل توجه انرژی مصرفی در مقایسه با روش‌های سنتی ذخیره‌سازی.
سازگاری با معماری نورومورفیک: قابلیت پیاده‌سازی در مدارهای الهام‌گرفته از مغز.
کاربرد در رایانه‌های نورومورفیک
رایانه‌های نورومورفیک نیازمند مواد پیشرفته‌ای هستند که بتوانند مانند سیناپس‌ها و نورون‌های مغزی عمل کنند. مواد با حافظه مغناطیسی به دلیل توانایی‌شان در ذخیره‌سازی و تغییر اطلاعات با استفاده از تحریکات مغناطیسی یا الکتریکی، گزینه‌ای مناسب برای این سیستم‌ها محسوب می‌شوند. برخی از کاربردهای این مواد عبارتند از:
شبیه‌سازی سیناپس‌ها
مواد مغناطیسی می‌توانند به‌عنوان جایگزین سیناپس‌ها عمل کرده و وزن‌های سیناپسی را با تغییرات مغناطیسی بازسازی کنند.
پردازش داده‌های موازی
این مواد امکان پردازش هم‌زمان چندین سیگنال را فراهم می‌کنند.
سیستم‌های یادگیری
استفاده از این مواد در مدارهای یادگیری عمیق می‌تواند سرعت و دقت یادگیری را افزایش دهد.
مواد کلیدی در این زمینه
اسکایرمین‌ها
ساختارهای مغناطیسی با پایداری بالا که می‌توانند به‌عنوان واحدهای ذخیره‌سازی کوچک مورد استفاده قرار گیرند.
مواد مغناطیسی دوبُعدی
مانند گرافن مغناطیسی که قابلیت‌های منحصر به فردی در انتقال اسپین و ذخیره اطلاعات دارند.
مواد مبتنی بر اسپینترونیک: استفاده از اسپین الکترون به جای بار الکتریکی برای ذخیره و پردازش اطلاعات.

## چالش‌ها و چشم‌اندازها
با وجود پیشرفت‌های چشمگیر، استفاده از مواد با حافظه مغناطیسی در رایانه‌های نورومورفیک با چالش‌هایی نیز همراه است، از جمله:
- پیچیدگی ساخت: تولید این مواد در مقیاس بزرگ هنوز به فناوری‌های پیشرفته نیاز دارد. پایداری بلندمدت: اطمینان از پایداری مواد در طول زمان یکی از مسائل کلیدی است.
- هزینه‌ی تولید: فناوری‌های مبتنی بر مواد مغناطیسی هنوز هزینه‌ی تولید بالایی دارند. با این حال، تحقیقات مستمر در این زمینه، نویدبخش آینده‌ای روشن برای توسعه‌ی سیستم‌های نورومورفیک کارآمد و کم‌مصرف است.

مواد با حافظه مغناطیسی یکی از نوآوری‌های کلیدی در علم مواد به شمار می‌روند که می‌توانند نقش حیاتی در پیشرفت رایانه‌های نورومورفیک ایفا کنند. این مواد، با ترکیب ویژگی‌های منحصر به فرد ذخیره‌سازی و پردازش داده‌ها، زمینه‌ی جدیدی برای طراحی سیستم‌های الهام‌گرفته از مغز فراهم کرده‌اند و بهبود عملکرد فناوری‌های هوش مصنوعی را ممکن می‌سازند.